# Kumbarahalli, Kolar
Kumbarahalli là một làng thuộc tehsil Kolar, huyện Kolar, bang Karnataka, Ấn Độ.